# Heinrich Strobel (musicologue)
Pour les articles homonymes, voir Strobel.
Heinrich Strobel, né le 31 mai 1898 à Ratisbonne et mort le 18 août 1970 à Baden-Baden, est un critique musical et musicologue allemand.

## Biographie
Heinrich Strobel fait autorité par ses travaux et par ses écrits en particulier sur les œuvres musicales de Paul Hindemith, Claude Debussy et Igor Stravinsky.
Il est l'auteur de livrets d'opéra et le directeur de la revue musicale Melos. Il est nommé directeur de la musique à la radio de Baden-Baden (Südwestfunk) en 1946.
Il est animateur du festival de Donaueschingen jusqu'à sa mort en 1970 et président de la Société internationale de musique contemporaine (SIMC) en 1956.
Son épouse était Hilde Strobel (1902-1983).

## Distinctions et récompenses
- Médaille Arnold Schönberg (1952)
- Chevalier de la Légion d'honneur (1957)
- Docteur honoris causa de l'Université de Bâle (1961)

## Publications
- Claude Debussy, Paris, Le Bon Plaisir, Librairie Plon, coll. « Amour de la Musique », 1952, 238 p., préface et traduction d'André Cœuroy
- Igor Stravinsky, Zurich, Atlantis, 1956.
- Paul Hindemith, Mayence, Schott, 1968.